# Динамо (стадион, Кишинёв)
Стадион «Динамо» (рум. Stadionul Dinamo) —  многоцелевой стадион в Кишинёве, Республика Молдова.

## История
Стадион «Динамо» стал первым послевоенным спортивным объектом, который был построен в освобождённом от фашистских войск Кишинёве. Стадион был открыт в 1945 году на месте бывшей Немецкой площади города. Неоднократно подвергался реконструкции (в 1953, 1969, 1981 и 2008 годах). Площадь стадиона составляет 2.54 гектара. Изначально трибуны вмещали 3000 зрителей (в настоящее время вмещают 2692 человека).
В 1980-е годы на стадионе имелись:
- 6 беговых дорожек.
- 2 сектора для прыжков и метаний.
- 3 волейбольные площадки.
- Гандбольная площадка.
- Баскетбольная площадка.
- Зал для бокса.
- Легкоатлетический манеж (60 метров, 5 беговых дорожек)[1].

На стадионе проводились учебно-тренировочные занятия по общефизической подготовке спортсменов, тренировки по лёгкой атлетике, занятия по стрельбе из лука, спортсмены тренировались также в таких видах спорта, как бокс, гандбол, волейбол и других. На стадионе проходили Чемпионат СССР по стрельбе из лука, чемпионат по комплексу ГТО на призы газеты «Комсомольская правда», встречи команд, участвующих в Чемпионате СССР среди дублёров команд Высшей лиги, матчи по футболу республиканского и городского значения.

## Современное состояние
Качество газона стадиона «Динамо» демонстрирует тот факт, что в 2009 году, после матча команд «Шериф» и «Академия» тренеры обеих команд выступили с резкой критикой травяного покрытия, при этом тренер «Шерифа» заявил, что по ходу игры из-за качества поля его команда могла лишиться из-за травм 7 или 8 игроков.
В настоящее время на стадионе проводит свои матчи кишинёвская команда «Академия».